# Gornji Milanovac
Gornji Milanovac (în sârbă Гoрњи Милановац, pronunțat [ɡôːrɲiː mǐlanoʋats] ⓘ) este un oraș și municipiu situat în districtul Moravica din centrul Serbiei. Populația orașului este de 24.216 de locuitori, în timp ce populația municipiului este de 44.406 locuitori.
Orașul a fost fondat în 1853 și a purtat până în 1859 numele Despotovac, după râul Despotovica care trece prin oraș. În 1859 numele orașului a fost schimbat în Gornji Milanovac, la cererea prințului Serbiei Miloš Obrenović. Numele său înseamnă Milanovacul de Sus (există un Milanovac de jos, în timp ce Milanovac provine de la numele sârb Milan).

## Demografie
Conform ultimului recensământ realizat în anul 2011, municipiul Gornji Milanovac are o populație de 44.406 de locuitori. Densitatea populației pe teritoriul municipiului este de 53,1 de locuitori pe kilometru pătrat. Începând cu recensământul din anul 1981, când populația totală a fost de 50.651 locuitori, a avut loc o scădere a populației ca urmare a condițiile economice nefavorabile din Serbia, sporului natural negativ și creșterii vârstei populației. Începând din 2011 în Gornji Milanovac există 637 imigranți.
Compoziția estimată a populației pe sexe și medie de vârstă este:
- Bărbați - 21.802 (42,4 ani) și
- Femei - 22.604 (43.7 ani).

### Grupuri etnice
Componența etnică a municipiului:
| Grup etnic   | Populație |
| ------------ | --------- |
| Sârbi        | 43.453    |
| Romi         | 178       |
| Muntenegreni | 81        |
| Macedoneni   | 49        |
| Croați       | 34        |
| Iugoslavi    | 31        |
| Alții        | 580       |
| Total        | 44.406    |

Structura religioasă a municipiului Gornji Milanovac este prezentată în tabelul de mai jos:
| Religia           | Numărul de cetățeni |
| ----------------- | ------------------- |
| Ortodocși sârbi   | 43.179              |
| Atei              | 109                 |
| Catolici          | 65                  |
| Musulmani         | 53                  |
| Religii orientale | 11                  |
| Protestanți       | 8                   |
| Agnostici         | 5                   |
| Alte religii      | 18                  |
| Nedeclarată       | 347                 |
| Necunoscută       | 53                  |